# Einstein Forum

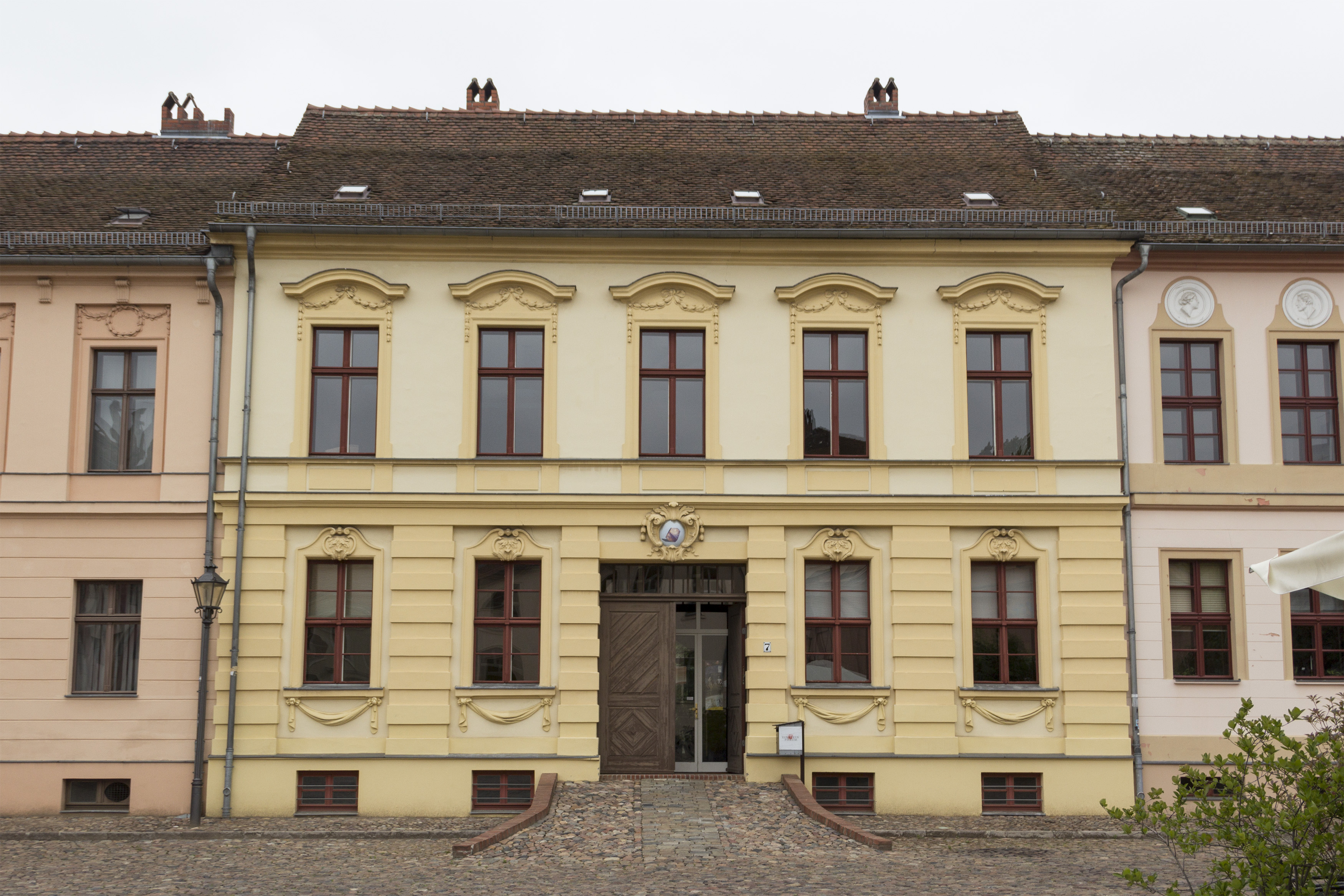
Einstein Forum am Neuen Markt

Das Einstein Forum in Potsdam ist eine operative Stiftung des öffentlichen Rechts und Ort des internationalen wissenschaftlichen Austauschs.
Bei interdisziplinären Tagungen und Workshops werden aktuelle intellektuelle Entwicklungen diskutiert und die unterschiedlichen Disziplinen können untereinander und mit der Öffentlichkeit in einen Dialog treten.
Die Organisation wurde 1993 vom Land Brandenburg unter Beteiligung von Mitgliedern internationaler Institutionen wie der Hebräischen Universität Jerusalem und der Königlich Schwedischen Akademie der Wissenschaften gegründet. Gründungsbeauftragter und erster Direktor war der Philosoph Gary Smith, der das Forum von 1993 bis 1998 leitete. Von 1998 bis 1999 leitete die Literatur- und Kulturwissenschaftlerin Sigrid Weigel das Einstein Forum als Interimsdirektorin. Seit 2000 steht das Einstein Forum unter der Leitung der US-amerikanischen Philosophin Susan Neiman.

## Aufgaben und Tätigkeiten
Das Einstein Forum versteht sich als Ort der intellektuellen Innovation außerhalb des universitären Rahmens und will den Austausch von Ideen über Fach- und geographische Grenzen hinweg ermöglichen.
Durch Vorträge, Workshops und Tagungen, an denen jedermann teilnehmen kann, soll zum einen der Öffentlichkeit ermöglicht werden, einen Einblick in die Arbeit hervorragender zeitgenössischer Denker zu gewinnen, und gleichzeitig sollen diese ermuntert werden, traditionelle akademische Grenzen zu überschreiten.
Direktorin des Einstein Forums ist seit 2000 die Philosophin Susan Neiman.  Mitglieder des Kuratoriums sind unter anderem Jan Philipp Reemtsma, Michael Naumann und Gesine Schwan, Mitglieder des Beirats unter anderem Ute Frevert, Thomas Naumann und Jens Reich.

## Themen
Als Institut, dessen Aufgabe in der Entwicklung von Arbeiten zwischen den Grenzen verschiedener wissenschaftlicher Gebiete liegt, ist das Einstein Forum nicht auf spezielle Forschungsthemen beschränkt. Sein Programm kann jedoch in vier allgemeine Themengebiete untergliedert werden, immer auch mit Bezug auf soziale Fragestellungen:
- Ethik und Gesellschaft
- Geschichte als Gegenwart
- Kunst und Wissen
- Verständnis der Natur

## Veröffentlichungen
Aus der Arbeit des Einstein Forums sind seit 1995 eine Reihe von Publikationen hervorgegangen.
Im Akademie Verlag erscheinen die Einstein Bücher, in denen herausragende Beiträge aus dem Programm des Einstein Forums zu besonders aktuellen und zentralen Fragen der heutigen Wissenschaft gesammelt sind.
In der edition suhrkamp werden ausgewählte Beiträge aus der Vortragsreihe Erbschaft unserer Zeit veröffentlicht. Diese Reihe wurde von 1996 bis 2000 zusammen mit den Berliner Festspielen veranstaltet und hatte sich zum Ziel gesetzt, den Wissensstand der einzelnen Disziplinen am Ende des Jahrtausends einer kritischen Prüfung zu unterziehen.
Darüber hinaus vereinbart das Einstein Forum für bestimmte Einzelprojekte auch die Zusammenarbeit mit anderen Verlagen.